# Aargauer Literaturpreis
Aargauer Literaturpreis – szwajcarska nagroda literacka ustanowiona w 1978. Przyznawana co dwa lata. Jej darczyńcą (w 2007 nagroda wynosiła 25.000 franków szwajcarskich) jest Aargauer Kantonalbank. Warunek otrzymania Aargauer Literaturpreis stanowi nawiązanie w swojej twórczości do historii i kultury regionu kantonu Argowia.

## Laureaci
- 1978 Jean Rodolphe von Salis(inne języki)
- 1984 Hermann Burger
- 1986 Hansjörg Schneider(inne języki)
- 1988 Martin R. Dean(inne języki)
- 1990 Willi Gautschi(inne języki)
- 1992 Klaus Merz(inne języki)
- 1994 Anton Krättli(inne języki)
- 1996 Matthias Zschokke
- 1998 Margrit Schriber(inne języki)
- 2000 Ernst Halter(inne języki)
- 2002 Pirmin Meier(inne języki)
- 2004 Anna Felder(inne języki)
- 2006 Christian Haller